# Behind the Rising Sun
Behind the Rising Sun é um filme estadunidense de 1943, do gênero drama, dirigido por Edward Dmytryk e estrelado por Margo e Tom Neal.
Realizado por Emmet Lavery, mesmo diretor e roteirista de Hitler's Children, o filme prometia mostrar (e cumpria) "mulheres tratadas com indescritível brutalidade", "garotas levadas à força para os palácios dourados das gueixas", "cruéis atos de guerra praticados contra criancinhas de colo", "prisioneiros desesperados torturados até a morte" e "crianças levadas ao trabalho escravo sob a ameaça da fome".
O filme tenta mostrar o que levou o Japão a sonhar com o domínio do mundo, mas, curiosamente, sugere que poderia haver japoneses que se opusessem a esses delírios totalitários.
Com tantos elementos sedutores, o público compareceu em massa às salas exibidoras e Behind the Rising Sun foi um dos grandes sucessos do ano, com lucros de $1,480,000.

## Sinopse
Guerra sino-japonesa. Diplomata japonês patriota força seu filho Taro, criado nos EUA, a alistar-se no exército de seu país. Com o coração endurecido pelas atrocidades testemunhadas no campo de batalha, Taro retorna ao Japão totalmente mudado. Agora um crítico feroz do Ocidente, ele persegue seus melhores amigos. O pai sente remorso, mas é tarde demais.

## Elenco
| Ator/Atriz               | Personagem     |
| ------------------------ | -------------- |
| Margo                    | Tama Shimamura |
| Tom Neal                 | Taro Seki      |
| J. Carrol Naish          | Reo Seki       |
| Robert Ryan              | Lefty O'Doyle  |
| Gloria Holden            | Sara Braden    |
| Don Douglas              | Clancy O'Hara  |
| George Givot             | Boris          |
| Adeline De Walt Reynolds | Avó            |
| Leonard Strong           | Pai de Tama    |